# PGC 37772
LEDA/PGC 37772 (auch NGC 4027A) ist eine irreguläre Galaxie vom Hubble-Typ IBm im Sternbild Rabe südlich der Ekliptik. Sie ist rund 71 Millionen Lichtjahre von der Milchstraße entfernt und hat einen Durchmesser von etwa 20.000 Lichtjahren. Gemeinsam mit 26 weiteren Galaxien gilt sie als Mitglied der NGC-4038-Gruppe (LGG 263).
Im selben Himmelsareal befinden sich u. a. die Galaxien NGC 4027, NGC 4038, NGC 4039, NGC 3472.